# Брендированный контент
Брендированный контент (branded content, брендед контент) — рекламный приём, взаимоинтеграция бренда и развлекательного (информационного) материала, при котором рекламное обозначение не является очевидным, и таким образом размываются традиционные границы, которые определяют категории «реклама» и «развлечение». Брендированный материал объединяет понятия «реклама» и «развлечение» в единое и представляется как развлекательное содержание с высокой долей качественного спонсорского представления.
Branded content (branded entertainment) в отличие от традиционного развлекательного материала (инфотейнмент) полностью или в значительной мере финансируется брендом/ корпорацией, а не студией или группой исключительно художественных продюсеров. Примеры фирменного контента появились на телевидении, в кино, онлайн-контенте, видеоиграх, мероприятиях и других инсталляциях. Современные маркетинговые стратегии брендов предназначены в первую очередь для противодействия рыночным тенденциям, таким как снижение популярности традиционных рекламных роликов или некачественных рекламных материалов.

## Технология
Branded content — относительно молодая рекламная технология, впервые обозначенная как самостоятельная в 2001 г. выходом кино-проекта «Наем» («The Hire»), серии из 8 короткометражных фильмов, созданных известнейшими мировыми режиссёрами (John Джон Франкенхаймер, Энг Ли, Вонг Карвай, Гай Ричи, Алехандро Гонсалес Иньярриту, Джон Ву, Джо Карнахэн, и Тони Скотт) с Клайвом Оуэном в главной роли и привлечением таких звезд мирового кино, как Микки Рурк, Мадонна, Джеймс Браун, Гэри Олдмен, Мэрлин Мэнсон. Фильм был снят специально совместно с BMW для дистрибуции в сети Интернет и на DVD. Как форма брендированного контента, каждая из 8 серий проекта демонстрирует особенности и преимущества автомобилей BMW, логично и лаконично привязывая присутствие бренда к сюжету каждой серии.
Брендированный контент, как и развлекательный, призван обучать и развлекать зрителя, в то же время ненавязчиво привлекая его внимание к представляемому бренду. В наиболее успешных примерах брендирования развлекательного контента ключевое рекламное сообщение как бы растворяется в самом содержании в наиболее легкой и органичной манере, при этом доводя необходимую информацию о бренде до потребителя.
Данная технология позволяет брендировать развлекательные продукты в таких сферах как кино, музыка, игры, интерактив, а также специальные мероприятия посредством таких инструментов как спонсорство, продакт-плейсмент, создание оригинального контента, живые представления (концерты, специальные события), life placement, интерактивные кампании, интеграция в видеоигры и пр.

### Брендированный контент в интернете
Актуальность branded-content проектов в интернет-маркетинге продиктована неэффективностью традиционных рекламных форматов, которые уже не захватывают внимание аудитории (эффект «баннерной слепоты»). 
В отличиt от ATL, где содержимое основано на продвижении brand message и от product placement, когда бренд «встроен» в контент, branded content создаётся одновременно для аудитории и для бренда присутствуя на пересечении их интересов.
Примеры брендированного контента в интернете:
- видеоролики
- блоги
- flash-игры
- мультиконтентные проекты

В отличие от продуктовых сайтов, контентные проекты провоцируют аудиторию на повторные заходы и распространение информации о сайте.

## Исследования и проблемы
В 2003 году была сформирована ассоциация маркетинга фирменного контента, с целью продвижения фирменного контента более широкой международной аудитории. В январе 2008 года BCMA провела исследование, намеревающееся для анализа эффективности фирменного контента по сравнению с традиционной рекламой. По сообщениям, более трети людей были скептически относиться к традиционным объявлениям, и только один десятый доверял компаниям, создавающим такие объявления. Исследование заключило, что «в подавляющем большинстве случаев потребителей предпочитали более инновационный подход по сравнению с традиционной рекламой».
Более 95% времени, веб-сайты, которые функция фирменного контента были более успешными, чем веб-сайты, включающие типичные рекламные объявления, и на 24% более эффективны при увеличении намерения покупки зрителей. Фирменный контент наиболее эффективен в возрасте 18-34 лет, которые, как правило, реагируют с более позитивными мнениями и в целом более отзывчивые к фирменным сайтам. Президент онлайн-издателей Ассоциации PAM PAM HORAN заключил, «почти каждая из измеренной категории оценка эффективности рекламы на фирменных контентах были численно выше, чем в Интернете в целом, на порталах или на рекламных сетях.
Однако эти положительные результаты, полученные от организации, стремящейся продвигать маркетинговую практику, могут быть подвергнуты критике за предвзятость.

## Премия сообщества
Webby and Lovie Awards среди других признали фирменный контент в качестве категории в предыдущих случаях, но большинство наград в рамках рекламного сообщества официально начали расти, чтобы включить фирменный контент в 2012 году, когда «фирменный контент / развлечения» стал категорией в евробесте, Дубай Лынкс Spikes Asia и Cannes Lions Международный фестиваль творчества.

## Примеры branded content в России
- «Тариф Новогодний» (бренд: МТС)
- «Эксперимент X» (бренд: Xperia X1 от Sony Ericsson)
- Проект «Звёзды на льду», Первый канал (бренд: Vitek)